# Kapi za oči
Kapi za oči su izotonični rastvori natrijum hlorida i određenog leka koje se unose neposredno u oko. Zavisno od bolesti koja se leči, kapi mogu sadržavati steroide (npr. midrijatike, deksametazon), antihistamine, simpatomimetike, beta blokatore, parasimpatomimetike (npr. pilokarpin), parasimpatolitike (npr. tropikamid ili atropin), prostaglandine, nesteroidne antiimflamantorne lekove (NAIL) ili topičke (lokalne) anestetike.
Kapi za oči ponekad ne sadrže nikakve lekove u sebi, već samo služe za vlaženje oka i nadomještanje suza, a mogu sadržavati i sredstva protiv crvenila oka i slično.
Jedan od neželjenih učinaka unošenja kapi za proširenje zenica (midrijaza) je nepodnošenje jakog svetla. 
Preterana upotreba kapi za oči može prouzrokovati smanjenje prirodnog vlaženja očiju, što onda uzrokuje povećanu zavisnost od kapi.

## Literatura
1. ↑  „Generic Name: Steroid and Antibiotic Eye Drops”. Приступљено 3. 5. 2010.
2. ↑  „Artificial Tears”. Приступљено 3. 5. 2010.

|  | Molimo Vas, obratite pažnju na važno upozorenje u vezi sa temama iz oblasti medicine (zdravlja). |